# Paewhenua Island
Paewhenua Island ist eine Insel im Far North District der Region Northland auf der Nordinsel Neuseelands. Sie befindet sich in der Mündung des Oruaiti River in den Mangōnui Harbour.
Sie ist etwa 1800 m lang, 1000 m breit und 1,2 km2 groß.  Die Insel ist mit dem Festland durch einen Damm und Brücken verbunden. Der State Highway 10 führt entlang der Südküste der Insel.
Die Insel selbst ist Privateigentum und wird neben zwei Anwesen und einigen bewaldeten Gebieten vor allem landwirtschaftlich genutzt.